# Dues masurques
Dues masurques són, fins on se sap, les dues composicions més primerenques de Mieczysław Weinberg. El mateix Weinberg va datar la primera peça en fa menor el 17 de novembre i la segona en la menor el 21 de novembre de 1933. Aleshores només tenia tretze anys. Tot i que de vegades se'ls hi ha atorgat el número d'opus 10, no porten número d’opus. S’han conservat perquè se les va endur en la seva fugida posterior de l’Alemanya nazi, que no es va aturar fins a arribar a Taixkent. Les va dedicar a Józef Turczyński, que va ser el seu professor de piano al Conservatori de Varsòvia i per qui sentia una estima especial.